# 腕力家
『腕力家』（わんりょくか、原題：The Scrapper）は1917年の短編映画である。ジョン・フォード（当時ジャック・フォード）が監督した西部劇。この映画は失われた映画と考えられている。

## キャスト
- バック／ジャック・フォード（ジョン・フォード）
- ヘレン・ドーソン／ルイーズ・グランヴィル
- ジェリー・マーティン／デューク・ウォーン
- ジーン・ハサウェイ
- マーサ・ヘイズ